# Anartodes asiatica
Anartodes asiatica là một loài bướm đêm trong họ Noctuidae.